# Michilimackinac
Michilimackinac – region w Ameryce Północnej rozciągający się wokół cieśniny Mackinac pomiędzy jeziorami Huron i Michigan. Pierwsi osadnicy, którzy docierali w te strony, używali tego terminu w odniesieniu do całego obszaru wokół jezior Huron, Michigan i Górnego. Dzisiaj termin ten odnosi się wyłącznie do stanu Michigan w Stanach Zjednoczonych. Michilimackinac było pierwotną nazwą dzisiejszego hrabstwa Mackinac.
Tereny te – w czasie gdy pojawili się tutaj pierwsi Europejczycy – zamieszkiwały indiańskie plemiona Odżibwejów i Ottawów. Pierwszymi białymi, którzy zaczęli tu przybywać, poczynając od roku 1612, byli Francuzi. Oni też zakładali w tej okolicy pierwsze placówki (faktorie) handlowe i misje katolickie.
Jedna z najstarszych, nazwana Saint-Ignace (nazwana na cześć świętego Ignacego), znajdowała się po północnej stronie cieśniny, w miejscu, które dziś nazywa się Point Iroquois, w pobliżu miejscowości St. Ignace.  Misję założył w roku 1671 jezuita, ojciec Jacques Marquette. Wioska, która powstała wokół misji, nosiła nazwę Mackinac lub Michilimackinac. Późniejsi, amerykańscy osadnicy nazywali ją Old Michilimackinac bądź też Ancient Fort Mackinac.
W okresie późniejszym Francuzi zbudowali po południowej stronie cieśniny osadę i fort Michilimackinac. Fort ten stał się główną placówką wymiany handlowej, przyciągającą Indian z całego obszaru Wielkich Jezior. Gdy w 1763 r. Wielka Brytania pokonała Francję w wojnie o kolonie, jej wojska zajęły fort i całe terytorium. Fort Michilimackinac padł ofiarą ataku Odżibwejów podczas indiańskiego powstania Pontiaka w tym samym roku, ale został ponownie zajęty przez Brytyjczyków rok później (1764). W roku 1780, podczas amerykańskiej wojny o niepodległość, brytyjski komendant Patrick Sinclair przeniósł faktorię handlową i fort na wyspę Mackinac, a Fort Michilimackinac opuszczono.
W dobie dzisiejszej Fort Michilimackinac stanowi atrakcję turystyczną i jest czynnym stanowiskiem archeologicznych.